# Tatra T7

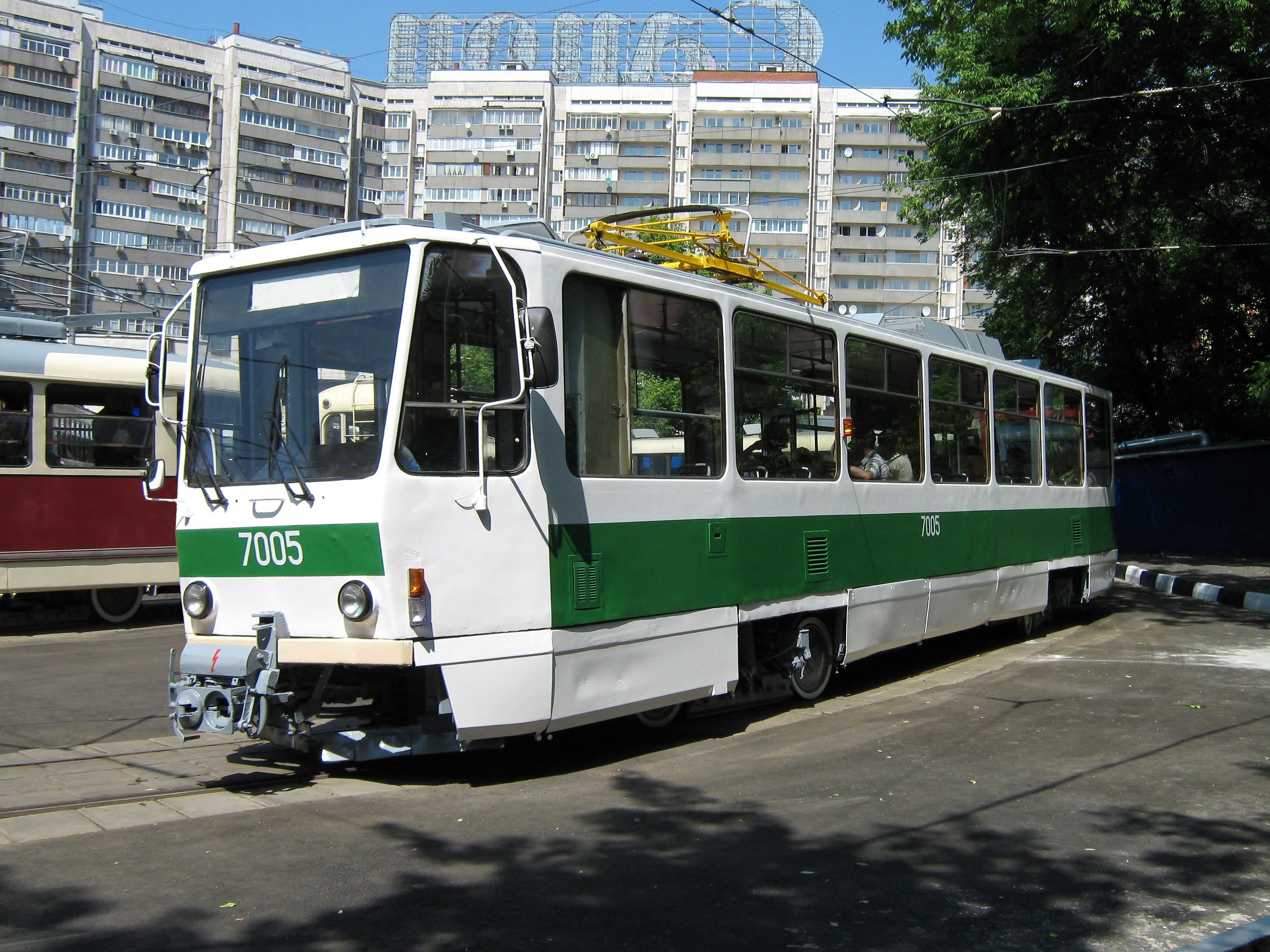
Jeden z sześciu wozów Tatra T7B5 w Moskwie

Tatra T7 – siódma generacja wagonów tramwajowych, które były produkowane przez zakłady ČKD Praha.

## Konstrukcja
Tatra T7 to jednokierunkowe, czteroosiowe wagony silnikowe, które są rozwinięciem konstrukcyjnym modeli z serii Tatra T6. Wozy T7 były produkowane na przełomie lat 80. i 90. XX wieku.

## Odmiany
W odróżnieniu od szóstej generacji, w ramach której powstały 4 modele, tramwaje T7 produkowane był w jednej odmianie, oznaczonej jako Tatra T7B5.